# Championnat d'Eswatini de football 2024-2025
Navigation
Édition précédente Édition suivante
La saison 2024-2025 du Championnat d'Eswatini de football est la quarante-septième édition de la Premier League, le championnat national de première division en Eswatini. Quatorze équipes sont regroupées au sein d'une poule unique où elles affrontent deux fois leurs adversaires, à domicile et à l'extérieur. En fin de saison, les deux derniers du classement sont relégués et remplacés par les deux meilleures équipes de deuxième division.
Mbabane Swallows est le tenant du titre.

## Déroulement de la saison
Le club Manzini Wanderers va être réadmis pour la saison 2025-2026, de ce fait le prochain championnat passera à 16 équipes. Pour les trois places restantes, deux sont allouées aux deux premiers de deuxième division, la dernière place reviendra au vainqueur d'un play-off entre les deux derniers de la première division et les deux clubs de deuxième division à la 3e et 4e place.
En fin de saison Nsingizini Hotspurs remporte son premier titre de champion d'Eswatini.

## Participants
- Young Buffaloes Football Club
- Moneni Pirates Football Club
- Mbabane Highlanders
- Mbabane Swallows Football Club
- Ezulwini United
- Green Mamba Football Club
- Royal Leopards Football Club
- Manzini Sea Birds Football Club
- Nsingizini Hotspurs
- Madlenya
- Shiselweni Rangers FC
- Illovo
- Sisonkhe - Promu de D2
- Sidvwashini United - Promu de D2

## Compétition

### Classement
Le classement est établi sur le barème de points suivant : victoire à 3 points, match nul à 1, défaite à 0.
| Rang | Équipe                | Pts | J  | G  | N  | P  | Bp | Bc | Diff |
| ---- | --------------------- | --- | -- | -- | -- | -- | -- | -- | ---- |
| 1    | Nsingizini Hotspurs   | 60  | 26 | 19 | 3  | 4  | 44 | 14 | +30  |
| 2    | Royal Leopards FC     | 59  | 26 | 17 | 8  | 1  | 58 | 17 | +41  |
| 3    | Young Buffaloes FC    | 54  | 26 | 17 | 3  | 6  | 39 | 20 | +19  |
| 4    | Green Mamba           | 52  | 26 | 15 | 7  | 4  | 44 | 16 | +28  |
| 5    | Moneni Pirates        | 41  | 26 | 11 | 8  | 7  | 35 | 29 | +6   |
| 6    | Mbabane Swallows T    | 35  | 26 | 9  | 8  | 9  | 27 | 22 | +5   |
| 7    | Illovo                | 35  | 26 | 9  | 8  | 9  | 31 | 37 | -6   |
| 8    | Mbabane Highlanders   | 33  | 26 | 8  | 9  | 9  | 27 | 30 | -3   |
| 9    | Ezulwini United       | 30  | 26 | 8  | 6  | 12 | 34 | 37 | -3   |
| 10   | Manzini Sea Birds FC  | 28  | 26 | 7  | 7  | 12 | 29 | 33 | -4   |
| 11   | Sisonkhe P            | 23  | 26 | 7  | 2  | 17 | 17 | 47 | -30  |
| 12   | Shiselweni Rangers FC | 22  | 26 | 6  | 4  | 16 | 32 | 43 | -11  |
| 13   | Sidvwashini United P  | 16  | 26 | 2  | 10 | 14 | 19 | 53 | -34  |
| 14   | Madlenya              | 14  | 26 | 3  | 5  | 18 | 16 | 54 | -38  |

|  | Qualification pour la Ligue des champions de la CAF 2025-2026 |
|  | Qualification pour la Coupe de la confédération 2025-2026     |
|  | Qualification au play-off de relégation                       |
|  | T : Tenant du titre P : Promu de deuxième division            |

- Royal Leopards FC qualifié en Coupe de la confédération 2025-2026 en tant que vainqueur de la Coupe d'Eswatini[5],[6].

### Barrage de maintien/relégation
Cette saison les deux derniers de première division jouent dans un mini-championnat avec le troisième et le quatrième de deuxième division. Le vainqueur gagne une place en Premier League 2025-2026.
| Rang | Équipe                  | Pts | J | G | N | P | Bp | Bc | Diff |
| ---- | ----------------------- | --- | - | - | - | - | -- | -- | ---- |
| 1    | Tabankulu Celtics (D2)  | 9   | 3 | 3 | 0 | 0 | 5  | 2  | +3   |
| 2    | Lozitha Spurs (D2)      | 4   | 3 | 1 | 1 | 1 | 1  | 1  | 0    |
| 3    | Sidvwashini United (D1) | 3   | 3 | 1 | 0 | 2 | 5  | 6  | -1   |
| 4    | Madlenya (D1)           | 1   | 3 | 0 | 1 | 2 | 2  | 4  | -2   |

|  | Promotion en Premier League 25-26 |

## Bilan de la saison
| Championnat d'Eswatini de football 2024-2025 |                                 |
| Champion                                     | Nsingizini Hotspurs (1er titre) |
| Coupes et trophées                           |                                 |
| Vainqueur de la Coupe d'Eswatini 2024-2025   | Royal Leopards FC               |
| Qualifications continentales                 |                                 |
| Ligue des champions de la CAF 2025-2026      | Nsingizini Hotspurs             |
| Coupe de la confédération 2025-2026          | Royal Leopards FC               |
| Promotions et relégations                    |                                 |
| Promus en Premier League                     | Malanti Chiefs                  |
| Promus en Premier League                     | Anawele                         |
| Promus en Premier League                     | Manzini Wanderers (réadmission) |
| Promus en Premier League                     | Tabankulu Celtics               |
| Relégués en First Division League            | Sidvwashini United              |
| Relégués en First Division League            | Madlenya                        |